# Вузьконадкрил
Вузьконадкри́л  (лат. Stenopterus, Illiger, 1804) — рід жуків з родини вусачів. В Українських Карпатах поширеним є один вид:
Вузьконадкрил рудий (Stenopterus rufus  Linnaeus, 1767)